# Lakhipur (ort i Indien, Goālpāra)
Lakhipur är en ort i Indien.   Den ligger i distriktet Goālpāra och delstaten Assam, i den östra delen av landet, 1 300 km öster om huvudstaden New Delhi. Lakhipur ligger 37 meter över havet och antalet invånare är 14 045.
Terrängen runt Lakhipur är huvudsakligen platt, men åt sydost är den kuperad. Runt Lakhipur är det ganska tätbefolkat, med 155 invånare per kvadratkilometer. Det finns inga andra samhällen i närheten. I omgivningarna runt Lakhipur växer huvudsakligen savannskog.